# A Ferencvárosi TC 1950-es szezonja
A Ferencvárosi TC 1950-es szezonja szócikk a Ferencvárosi TC első számú férfi labdarúgócsapatának egy szezonjáról szól, mely összességében és sorozatban is a 48. idénye volt a csapatnak a magyar első osztályban. A klub ekkor volt 51 éves. Ebben a szezonban is ÉDOSZ SE néven szerepeltek, a csapat vezetőedzője Vadas Miklós volt.

## Mérkőzések
| Színmagyarázat | Színmagyarázat |
| -------------- | -------------- |
|                | Győzelem.      |
|                | Döntetlen.     |
|                | Vereség.       |

### NB 1 1950
| 1. forduló 1950. augusztus 20. |

| Szombathelyi Haladás    | 2 – 1               | ÉDOSZ SE |
| ----------------------- | ------------------- | -------- |
| Kovács 37' 44′ Papp 87' | (1 – 0) Jegyzőkönyv | Guba 73' |

| Rohonci úti stadion, Szombathely Nézőszám: 5 000 Játékvezető: Pósa János (magyar) |

| 2. forduló 1950. augusztus 27. |

| ÉDOSZ SE            | 2 – 1               | Győri Vasas |
| ------------------- | ------------------- | ----------- |
| Guba 25' Czibor 63' | (1 – 1) Jegyzőkönyv | Budai 42'   |

| Üllői út, Budapest Nézőszám: 8 000 Játékvezető: Palásti Ferenc (magyar) |

| 3. forduló 1950. szeptember 3. |

| Vasas                                                       | 5 – 2               | ÉDOSZ SE             |
| ----------------------------------------------------------- | ------------------- | -------------------- |
| Dékány 27' (öngól) Csordás 47' Illovszky 48' 82' Sárosi 81' | (1 – 1) Jegyzőkönyv | Guba 15' Horváth 57' |

| Budapest Nézőszám: 17 000 Játékvezető: Pósa János (magyar) |

| 4. forduló 1950. szeptember 17. |

| ÉDOSZ SE     | 1 – 1               | Budapesti Postás |
| ------------ | ------------------- | ---------------- |
| Mészáros 51' | (1 – 0) Jegyzőkönyv | Borbély 8'       |

| Üllői út, Budapest Nézőszám: 5 000 Játékvezető: Major László (magyar) |

| 5. forduló 1950. szeptember 24. |

| Dorogi Tárna                | 3 – 0               | ÉDOSZ SE |
| --------------------------- | ------------------- | -------- |
| Molnár 61' 82' Csepregi 80' | (0 – 0) Jegyzőkönyv |          |

| Bányász stadion, Dorog Nézőszám: 4 500 Játékvezető: Ernei Károly (magyar) |

| 6. forduló 1950. október 1. |

| Bőripari DSE | 1 – 4               | ÉDOSZ SE                                         |
| ------------ | ------------------- | ------------------------------------------------ |
| Nagy 53'     | (0 – 0) Jegyzőkönyv | Csordás 47' Kispéter 68' Csoknyai 85' Czibor 89' |

| Budapest Nézőszám: 5 000 Játékvezető: Bokor István (magyar) |

| 7. forduló 1950. október 8. |

| ÉDOSZ SE   | 1 – 4               | Csepeli Munkás                      |
| ---------- | ------------------- | ----------------------------------- |
| Czibor 57' | (0 – 3) Jegyzőkönyv | Keszthelyi 7' Marosvári 16' 23' 83' |

| Üllői út, Budapest Nézőszám: 15 000 Játékvezető: Virágh Ferenc (magyar) |

| 8. forduló 1950. október 15. |

| Bp. Előre                   | 3 – 2               | ÉDOSZ SE         |
| --------------------------- | ------------------- | ---------------- |
| Bártfai 65' 71' Tunyogi 75' | (0 – 1) Jegyzőkönyv | Mészáros 12' 89' |

| Sport utcai stadion, Budapest Nézőszám: 9 000 Játékvezető: Molnár István (magyar) |

| 9. forduló 1950. október 21. |

| ÉDOSZ SE                                    | 3 – 0               | Diósgyőri Vasas |
| ------------------------------------------- | ------------------- | --------------- |
| Horváth 28' Csordás 64' Guba 83' Németh 25′ | (1 – 0) Jegyzőkönyv |                 |

| Üllői út, Budapest Nézőszám: 8 000 Játékvezető: Dorogi Andor (magyar) |

| 10. forduló 1950. november 1. |

| Tatabányai Tárna      | 1 – 1               | ÉDOSZ SE     |
| --------------------- | ------------------- | ------------ |
| Szakács 14' Zárai 74′ | (1 – 0) Jegyzőkönyv | Kispéter 73' |

| Városi Stadion, Tatabánya Nézőszám: 3 000 Játékvezető: Barna Béla (magyar) |

| 11. forduló 1950. november 5. |

| ÉDOSZ SE            | 2 – 0               | Szegedi MTE           |
| ------------------- | ------------------- | --------------------- |
| Guba 23' Czibor 55' | (1 – 0) Jegyzőkönyv | Bánáthy 60′ Szabó 85′ |

| Üllői út, Budapest Nézőszám: 14 000 Játékvezető: Szigeti György (magyar) |

| 12. forduló 1950. november 19. |

| Budapesti Honvéd                                  | 4 – 2               | ÉDOSZ SE                     |
| ------------------------------------------------- | ------------------- | ---------------------------- |
| Bozsik 10' 30′ Kocsis 11' Puskás 57' Budai II 76' | (2 – 1) Jegyzőkönyv | Bányai 16' (öngól) Szabó 60' |

| Budapest Nézőszám: 12 500 Játékvezető: Sramkó Jenő (magyar) |

| 13. forduló 1950. november 26. |

| ÉDOSZ SE                     | 3 – 1               | Salgótarjáni BTC |
| ---------------------------- | ------------------- | ---------------- |
| Mészáros 30' 73' Horváth 38' | (2 – 0) Jegyzőkönyv | Csuberda 60'     |

| Üllői út, Budapest Nézőszám: 12 000 Játékvezető: Dorogi Andor (magyar) |

| 14. forduló 1950. december 3. |

| Bp. Dózsa | 1 – 0               | ÉDOSZ SE |
| --------- | ------------------- | -------- |
| Deák 54'  | (0 – 0) Jegyzőkönyv |          |

| Megyeri út, Budapest Nézőszám: 20 000 Játékvezető: Kristóf Tibor (magyar) |

| 15. forduló 1950. december 17. |

| ÉDOSZ SE  | 1 – 3               | Bp. Textiles                 |
| --------- | ------------------- | ---------------------------- |
| Szabó 70' | (0 – 2) Jegyzőkönyv | Hidegkuti 2' Palotás 20' 80' |

| Üllői út, Budapest Nézőszám: 22 000 Játékvezető: Molnár István (magyar) |

#### Végeredmény
| #  | Csapat               | J  | Gy | D | V  | Rg | Kg | Gk  | P  | Megjegyzés          |
| -- | -------------------- | -- | -- | - | -- | -- | -- | --- | -- | ------------------- |
| 1  | Bp. Honvéd SE        | 15 | 13 | 1 | 1  | 67 | 16 | +51 | 27 | Bajnok              |
| 2  | Bp. Textiles         | 15 | 11 | 3 | 2  | 54 | 25 | +29 | 24 |                     |
| 3  | Bp. Dózsa            | 15 | 9  | 2 | 3  | 37 | 23 | +14 | 21 |                     |
| 4  | Csepeli Munkás SE    | 15 | 8  | 2 | 5  | 33 | 21 | +12 | 18 |                     |
| 5  | Dorogi Tárna         | 15 | 8  | 2 | 5  | 36 | 32 | +4  | 18 |                     |
| 6  | Bp. Vasas SC         | 15 | 8  | 1 | 6  | 30 | 23 | +7  | 17 |                     |
| 7  | Salgótarjáni BTC     | 15 | 6  | 4 | 5  | 27 | 26 | +1  | 16 |                     |
| 8  | Diósgyőri VTK        | 15 | 5  | 6 | 4  | 21 | 23 | -2  | 16 |                     |
| 9  | Győri Vasas          | 15 | 6  | 1 | 8  | 28 | 28 | 0   | 13 |                     |
| 10 | ÉDOSZ SE             | 15 | 5  | 2 | 8  | 25 | 30 | -5  | 12 |                     |
| 11 | Szombathelyi Haladás | 15 | 3  | 6 | 6  | 16 | 26 | -10 | 12 |                     |
| 12 | Szegedi MTE          | 15 | 4  | 4 | 7  | 22 | 44 | -22 | 12 |                     |
| 13 | Bp. Postás SE        | 15 | 4  | 3 | 8  | 18 | 28 | -10 | 11 | Kiestek az NB II-be |
| 14 | Bp. Előre SC         | 15 | 4  | 2 | 9  | 26 | 41 | -15 | 10 | Kiestek az NB II-be |
| 15 | Bőripari DSE         | 15 | 2  | 3 | 10 | 22 | 51 | -29 | 7  | Kiestek az NB II-be |
| 16 | Tatabányai Tárna     | 15 | 1  | 4 | 10 | 17 | 42 | -25 | 6  | Kiestek az NB II-be |

### Egyéb mérkőzések
| 1950. augusztus 3. |

| Bp. Dózsa | 2 – 1 | ÉDOSZ SE |
| --------- | ----- | -------- |
|           |       | Czibor   |

| Budapest |

| 1950. augusztus 6. |

| ÉDOSZ SE               | 5 – 4   | Bőripari DSE               |
| ---------------------- | ------- | -------------------------- |
| Mészáros Horváth Szabó | (2 – 3) | Boros Peller Verebes Száva |

| Üllői út, Budapest Játékvezető: Gács Jenő |

| 1950. augusztus 14. |

| Csillaghegyi Textiles       | 4 – 6   | ÉDOSZ SE                 |
| --------------------------- | ------- | ------------------------ |
| Dombóvári Amri II Csurgó II | (2 – 3) | Mészáros Tihanyi Horváth |

| Csillaghegy Nézőszám: 3000 Játékvezető: Kamarás |

| 1950. december 25. |

| ÉDOSZ SE válogatott     | 3 – 4       | Bányász válogatott |
| ----------------------- | ----------- | ------------------ |
| Czibor Szabó Petrovszky | Jegyzőkönyv |                    |

| Üllői út, Budapest |

| 1950. december 26. |

| ÉDOSZ SE válogatott | 1 – 2       | Textiles válogatott |
| ------------------- | ----------- | ------------------- |
| Czibor              | Jegyzőkönyv |                     |

| Üllői út, Budapest |

## Külső hivatkozások
- A csapat hivatalos honlapja (magyarul)
- Az 1950-es szezon menetrendje a tempofradi.hu-n (magyarul)